# Tillandsia chiapensis
Tillandsia chiapensis är en gräsväxtart som beskrevs av C.S.Gardner. Tillandsia chiapensis ingår i släktet Tillandsia och familjen Bromeliaceae. Inga underarter finns listade i Catalogue of Life.